# Alexander Johansson (fotbollsspelare född 2000)
Alexander Johansson, född 27 januari 2000, är en svensk fotbollsspelare som spelar för Utsiktens BK, på lån från IF Brommapojkarna.

## Karriär
Johansson började spela fotboll i HGH (Harplinge/Gullbrandstorp/Haverdal). Därefter spelade han för Halmstads BK. I juli 2015 gick Johansson till Malmö FF. Därefter återvände han till Halmstads BK. I juli 2018 flyttades Johansson upp i A-laget, där han skrev på ett 3,5-årskontrakt.
Johansson gjorde sin Superettan-debut den 10 november 2018 i en 4–1-vinst över Östers IF, där han blev inbytt i den 62:a minuten mot Kosuke Kinoshita. Johansson gjorde två inhopp under säsongen 2020, då Halmstads BK blev uppflyttade till Allsvenskan. I december 2021 förlängde han sitt kontrakt med tre år.
I juni 2023 värvades Johansson av IF Brommapojkarna. I juni 2024 lånades han ut till Varbergs BoIS på ett låneavtal över resten av säsongen. I mars 2025 lånades Johansson ut till Utsiktens BK.